# Vienna Design Week

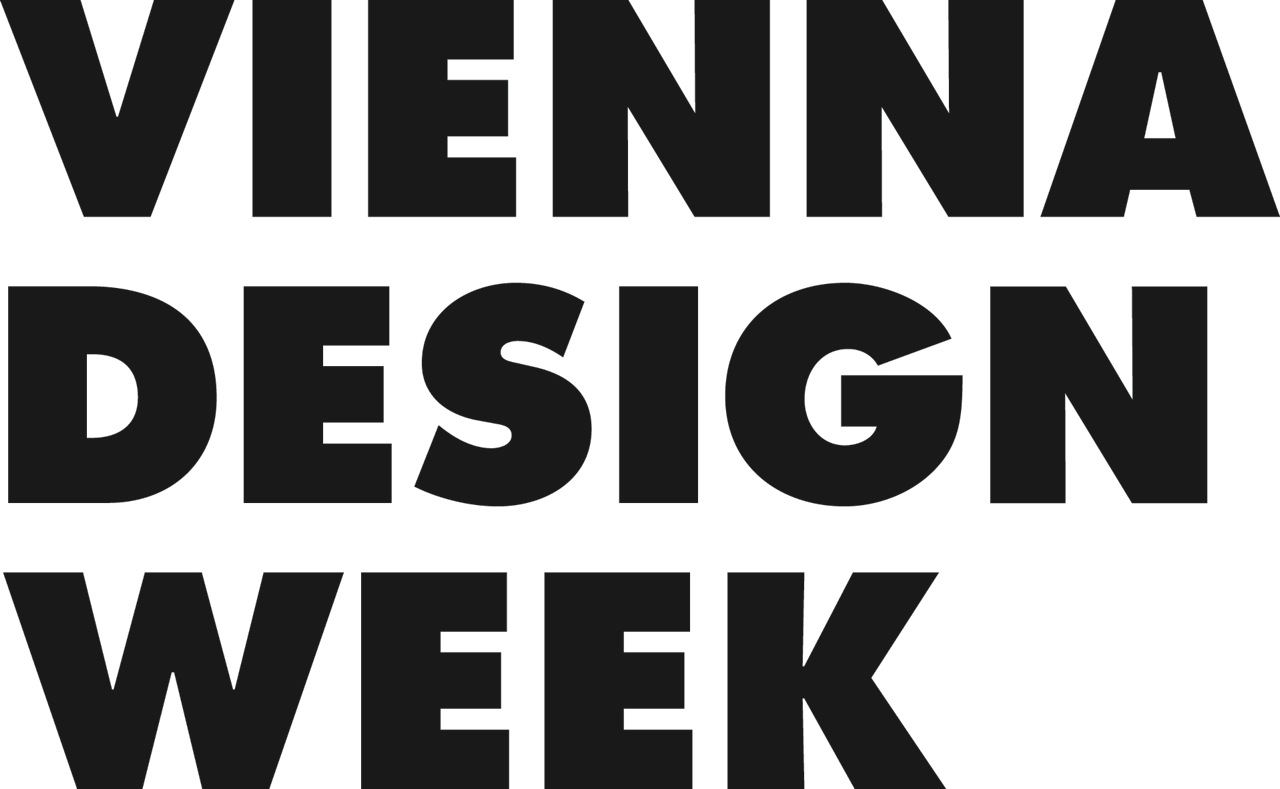
Logo der Vienna Design Week

Die Vienna Design Week ist ein Designfestival, das seit 2007 jährlich in Wien stattfindet. Sie gilt als die größte und etablierteste Designveranstaltung Österreichs und widmet sich Disziplinen wie Produkt- und Möbeldesign, Social Design, Grafikdesign, Industriedesign, Game-Design, Architektur und Handwerk sowie experimentellen Gestaltungsansätzen. Das Festivalprogramm besteht aus Ausstellungen, Präsentationen, Touren, Workshops, Vorträgen und Diskussionsveranstaltungen.
Das Festival baut sich aus konstant bleibenden Formaten und wechselnden Schwerpunkten auf. Auch der Hauptveranstaltungsort, die sogenannte Festivalzentrale, und das Gastland ändern sich von Jahr zu Jahr. Die Vienna Design Week ist bei freiem Eintritt zu besuchen, wobei das Festival zur einen Hälfte aus öffentlichen Geldern und zur anderen von Sponsoren aus der Privatwirtschaft finanziert wird. Zielgruppen sind sowohl das Fachpublikum als auch die breite Öffentlichkeit.
Internationale Bekanntheit genießt die Vienna Design Week insbesondere für ihr kuratiertes Programm.

## Geschichte
Die Vienna Design Week geht auf eine Initiative von Tulga Beyerle, Thomas Geisler und Lilli Hollein zurück: Die drei Wiener Kuratoren starteten 2006 ein Projekt mit dem Titel „Passionswege“, das sich seither mit dem Zusammenwirken von Handwerk und Design auseinandersetzt, und organisierten mit der Universität für Angewandte Kunst die Konferenz „DESIGN 06 – Zeitzonen“. 2007 wurden auf diese zur Basis der neu gegründeten Vienna Design Week. Bis 2010 leiteten die Gründer das wachsende Festival zu dritt. Von 2010 bis 2013 waren Beyerle und Hollein Kodirektorinnen. Seither steht Lilli Hollein dem Organisationsteam alleine vor. Nachdem Lilli Hollein im Mai 2021 als Generaldirektorin ans Museum für angewandte Kunst Wien berufen worden war, folgte der bisherige Vizedirektor Gabriel Roland als Festivalleiter ihr nach.
Von 2007 bis 2015 sind die Anzahl der Veranstaltungen im Rahmen der Vienna Design Week und auch die Besucherzahlen gestiegen. Waren es 2007 noch 12.000 Besucher bei 26 Veranstaltungen, wurden 2015 bereits über 36.000 Besucher bei 184 Events gezählt. Letzte Zahlen aus dem Jahr 2018 verweisen auf rund 40.000 Besucher bei etwa 200 Programmpunkten.

## Formate
Das Programm der Vienna Design Week ist anhand einiger Formate organisiert, die thematisch und organisatorisch unterschiedlich ausgerichtet sind. Die Formate bilden das Grundgerüst des Festivals und werden durch jahresspezifische Schwerpunkte, etwa „Protest“ im Jahr 2018 oder „Game Design“ im Jahr 2019, ergänzt.

### Passionswege
Das kuratorische Team der Vienna Design Week stellt Paare aus traditionsreichen Handwerksbetrieben und Designschaffenden zusammen und begleitet deren Zusammenarbeit. In diesem Dialog entstehen auf Einladung der Vienna Design Week und damit außerhalb des üblichen Verhältnisses zwischen Auftragnehmer und Auftraggeber Objekte und Installationen, die handwerkliche Fertigkeiten und konzeptuelle Designideen neu verknüpfen. Diese Ergebnisse werden während des Festivals in der Werkstätten der Handwerker gezeigt.
Teilnehmende Unternehmen waren etwa J. & L. Lobmeyr, Rudolf Scheer & Söhne, die Porzellanmanufaktur Augarten und Jarosinski & Vaugoin. Unter den geladenen Designschaffenden waren Martino Gamper, Gregor Eichinger, EOOS, Max Lamb, mischer'traxler, Philippe Malouin, Tomás Alonso, Charlotte Talbot, chmara.rosinke, Sebastian Herkner und BIG-GAME.

### Stadtarbeit
Für das Format „Stadtarbeit“ werden über eine offene Ausschreibung Projekteinreichungen gesammelt. Eine Fachjury wählt fünf davon aus, die mit einem Umsetzungsbudget ausgestattet und im Programm der Vienna Design Week gezeigt werden. Themenbereich ist dabei Social Design, also die Auseinandersetzung mit gesellschaftlichen Herausforderungen mittels der Werkzeuge der Gestaltung.
Seit 2015 wird jährlich ein Designpreis an eines der Stadtarbeit-Projekte vergeben.

### Urban Food & Design
Seit 2018 richtet die Vienna Design Week in Zusammenarbeit mit der Wirtschaftsagentur Wien das Format „Urban Food & Design“ aus, in dem innovative Ansätze zur Erzeugung, Distribution und Vermarktung von Lebensmitteln im urbanen Raum präsentiert werden. Die gezeigten Projekte werden über einen Open Call eingereicht und von einer Jury ausgewählt.

## Festivalausgaben
| Jahr | Laufzeit                   | Fokusbezirk          | Festivalzentrale                                                                           | Gastland   | Besonderheiten                                           |
| ---- | -------------------------- | -------------------- | ------------------------------------------------------------------------------------------ | ---------- | -------------------------------------------------------- |
| 2007 | 3. – 21. Oktober           | –                    | –                                                                                          | Schweiz    |                                                          |
| 2008 | 1. – 11. Oktober           | –                    | –                                                                                          | –          |                                                          |
| 2009 | 1. – 11. Oktober           | –                    | –                                                                                          | Belgien    |                                                          |
| 2010 | 1. – 10. Oktober           | Hernals              | –                                                                                          | Schweden   |                                                          |
| 2011 | 30. September – 9. Oktober | Leopoldstadt         | stilwerk Wien                                                                              | Polen      |                                                          |
| 2012 | 28. September – 7. Oktober | Ottakring, Hernals   | Das Gschwandner                                                                            | Spanien    |                                                          |
| 2013 | 27. September – 6. Oktober | Wieden               | leerstehendes Schulgebäude                                                                 | –          |                                                          |
| 2014 | 26. September – 5. Oktober | Landstraße           | Palais Schwarzenberg                                                                       | Ungarn     |                                                          |
| 2015 | 25. September – 4. Oktober | Favoriten            | ehem. Ankerbrot-Fabrik                                                                     | Frankreich |                                                          |
| 2016 | 30. September – 9. Oktober | Margareten           | ehem. Bothe & Ehrmann-Ausstellungshallen                                                   | Tschechien |                                                          |
| 2017 | 29. September – 8. Oktober | Rudolfsheim-Fünfhaus | „Blaues Haus“ (ehem. ÖBB-Verwaltungsgebäude), ehem. Bank Austria-Filiale am Sparkassaplatz | Rumänien   |                                                          |
| 2018 | 28. September – 7. Oktober | Neubau               | ehem. Sophienspital                                                                        | Polen      | Schwerpunkte „Protest“ und „Virtual & Augmented Reality“ |
| 2019 | 27. September – 6. Oktober | Alsergrund           | sog. „Althan Quartier“                                                                     | Finnland   | Schwerpunkt „Game Design“                                |
| 2020 | 25. September – 4. Oktober | Meidling             | Amtshaus Theresienbadgasse                                                                 | Schweiz    | Schwerpunkt „Virtuelle Festivalzentrale“                 |
| 2021 | 24. September – 3. Oktober | Brigittenau          | Sachsenplatz 4–6                                                                           |            |                                                          |